# Izochiona
Izochiona, także izochina (gr. isos = „równy” + gr. chion = „śnieg”) – izolinia łącząca punkty na mapie klimatycznej o takiej samej grubości pokrywy śnieżnej lub jednakowej wysokości linii wiecznego śniegu.